# هاري غيلمر
هاري غيلمر (بالإنجليزية: Harry Gilmer)‏ هو لاعب كرة قدم أمريكية أمريكي، ولد في 14 أبريل 1926 في برمنغهام في الولايات المتحدة، وتوفي في 20 أغسطس 2016.

## وصلات خارجية
- هاري غيلمر على موقع مرجع كرة القدم المحترفة.كوم (الإنجليزية)
- هاري غيلمر على موقع قاعة ألاباما للمشاهير الرياضية (مؤرشف) (الإنجليزية)